# Carlo Sonego
Carlo Sonego (Sacile, 20 febbraio 1972) è un ex giavellottista italiano.
Primatista italiano del lancio del giavellotto con la misura di 84,60 m, è stato due volte campione italiano (nel 1994 e nel 1999).

## Biografia
Il 5 maggio 1999 ha stabilito al meeting internazionale di Osaka in Giappone il tuttora imbattuto record italiano di lancio del giavellotto con la misura di 84,60 m. Record che già gli apparteneva, avendolo stabilito l'anno prima con la misura di 82,44 m e strappandolo a Fabio De Gaspari che lo deteneva dal 1989 con la misura di 79,30 m.

## Record nazionali
- Lancio del giavellotto: 84,60 m ( Osaka, 5 maggio 1999)

## Palmarès
| Anno | Manifestazione     | Sede     | Evento                 | Risultato | Prestazione | Note |
| ---- | ------------------ | -------- | ---------------------- | --------- | ----------- | ---- |
| 1998 | Campionati europei | Budapest | Lancio del giavellotto | 15º       | 77,74 m     |      |

## Campionati nazionali
- ai Campionati italiani assoluti di atletica leggera, lancio del giavellotto (1994 e 1999)
- ai Campionati italiani invernali di lanci, lancio del giavellotto (1998)